# Spinus crassirostris
Spinus crassirostris là một loài chim trong họ Fringillidae.